# Thomas Drage
Thomas Drage, né le 20 février 1992 à Mosjøen en Norvège, est un footballeur international norvégien. Il évolue au poste de milieu offensif au Fredrikstad FK.

## Palmarès
Vierge